# Frankrigs U/20-fodboldlandshold
| Navn                        | Équipe de France des moins de 20 ans |
| Kaldenavn                   | Les Bleus                            |
| Forbund                     | Fédération Française de Football     |
| Sammenslutning              | UEFA                                 |
| Træner                      | Francis Smerecki                     |
| Spillerdragter              |                                      |
| \| Hjemmebane \| Udebane \| |                                      |
| Hjemmebane                  | Udebane                              |

Frankrigs U/20-fodboldlandshold (fransk: Équipe de France des moins de 20 ans) består af de bedste franske fodboldspillere der er 20 år gamle eller yngre udvalgt af FFF.

## Sejre
- Verdensmesterskaberne:
  - Vinder i 2013
- Jeux de la Francophonie :
  - Vinder i 1994
  - Finalist i 2001

## Trænere
- 1996 – 1997 : Gérard Houllier
- 1997 : Raymond Domenech
- 2000 – 2001 : Raymond Domenech og Jean-François Jodar
- 2001 – 2002 : Jean-François Jodar
- 2004 – 2006 : Francis Smerecki
- 2006 – 2007 : Philippe Bergeroo
- 2007 – 2008 : Jean Gallice
- 2008 – 2009 : Luc Rabat
- 2009 : François Blaquart
- 2010 – 2011 : Francis Smerecki
- 2011 - 2012 : Philippe Bergeroo
- 2012 - 2013 : Pierre Mankowski
- 2013 - 2014 : Ludovic Batelli
- siden 2014 : Francis Smerecki